# Simbabwische Cricket-Nationalmannschaft in Pakistan in der Saison 1998/99
Die Tour der simbabwischen Cricket-Nationalmannschaft nach Pakistan in der Saison 1998/99 fand vom 20. November bis zum 21. Dezember 1998 statt. Die internationale Cricket-Tour war Bestandteil der Internationalen Cricket-Saison 1998/99 und umfasste drei Tests und drei ODIs. Simbabwe gewann die Test-Serie mit 1–0, Pakistan die ODI-Serie 2–1.

## Vorgeschichte
Pakistan nahm zuvor am ICC KnockOut 1998 teil und scheiterte in der Vorrunde. Simbabwe bestritt zuvor ein Turnier in den Vereinigten Arabischen Emiraten.
Das letzte Aufeinandertreffen der beiden Mannschaften fand in der Saison 1997/98 in Simbabwe statt.

## Stadien
Die folgenden Stadien wurden für die Tour als Austragungsort vorgesehen.
| Stadion                    | Stadt       | Kapazität | Spiele  |
| -------------------------- | ----------- | --------- | ------- |
| Iqbal Stadium              | Faisalabad  | 18.000    | 3. Test |
| Jinnah Stadium             | Gujranwala  | 40.000    | 1. ODI  |
| Gaddafi Stadium            | Lahore      | 60.000    | 2. Test |
| Arbab Niaz Stadium         | Peschawar   | 20.000    | 1. Test |
| Rawalpindi Cricket Stadium | Rawalpindi  | 25.000    | 3. ODI  |
| Sheikhupura Stadium        | Sheikhupura | 15.000    | 2. ODI  |

## Kaderlisten
Die folgenden Kader wurden von den Mannschaften benannt.
| Test | Test | ODI | ODI |
| Pakistan | Simbabwe | Pakistan | Simbabwe |
| --- | --- | --- | --- |
| - Aamer Sohail (K) - Moin Khan (VK, wk) - Aaqib Javed - Azhar Mahmood - Hasan Raza - Ijaz Ahmed - Inzamam-ul-Haq - Mushtaq Ahmed - Naved Ashraf - Saeed Anwar - Saleem Malik - Saqlain Mushtaq - Shoaib Akhtar - Waqar Younis - Wasim Akram - Yousuf Youhana | - Alistair Campbell (K) - Andy Flower (wk) - Grant Flower - Murray Goodwin - Adam Huckle - Neil Johnson - Pommie Mbangwa - Henry Olonga - Gavin Rennie - Heath Streak - Andy Whittall - Craig Wishart | - Aamer Sohail (K) - Aaqib Javed - Azhar Mahmood - Hasan Raza - Ijaz Ahmed - Inzamam-ul-Haq - Moin Khan (wk) - Mohammad Akram - Saeed Anwar - Saqlain Mushtaq - Shahid Afridi - Shoaib Akhtar - Waqar Younis - Wasim Akram - Yousuf Youhana | - Alistair Campbell (K) - Eddo Brandes - Craig Evans - Andy Flower (wk) - Grant Flower - Murray Goodwin - Neil Johnson - Gavin Rennie - Paul Strang - Heath Streak - Craig Wishart - Andy Whittall |

## One-Day Internationals

### Erstes ODI in Gujranwala
| 20. November Scorecard | Gujranwala | Simbabwe 237 (49.3)            | – | Pakistan 241-6 (47.4) |
|                        |            | Pakistan gewinnt mit 4 Wickets |   |                       |

Pakistan gewann den Münzwurf und entschied sich als Feldmannschaft zu beginnen. Als Spieler des Spiels wurde Aamer Sohail ausgezeichnet.

### Zweites ODI in Sheikhupura
| 22. November Scorecard | Sheikhupura | Pakistan 211 (50)              | – | Simbabwe 212-4 (40.4) |
|                        |             | Simbabwe gewinnt mit 6 Wickets |   |                       |

Simbabwe gewann den Münzwurf und entschied sich als Feldmannschaft zu beginnen. Als Spieler des Spiels wurde Neil Johnson ausgezeichnet.

### Drittes ODI in Rawalpindi
| 24. November Scorecard | Rawalpindi | Pakistan 302-6 (50)           | – | Simbabwe 191 (37.2) |
|                        |            | Pakistan gewinnt mit 111 Runs |   |                     |

Simbabwe gewann den Münzwurf und entschied sich als Feldmannschaft zu beginnen. Als Spieler des Spiels wurde Ijaz Ahmed ausgezeichnet.

## Tests

### Erster Test in Peschawar
| 27. – 30. November Scorecard | Peschawar | Pakistan 296 (85.5) & 103 (36.5) | – | Simbabwe 238 (68.3) & 162-3 (48.2) |
|                              |           | Simbabwe gewinnt mit 7 Wickets   |   |                                    |

Simbabwe gewann den Münzwurf und entschied sich als Feldmannschaft zu beginnen. Als Spieler des Spiels wurde Neil Johnson ausgezeichnet.

### Zweiter Test in Lahore
| 10. – 14. Dezember Scorecard | Lahore | Simbabwe 183 (66.5) & 48-0 (12) | – | Pakistan 325-9d (113) |
|                              |        | Remis                           |   |                       |

Pakistan gewann den Münzwurf und entschied sich als Feldmannschaft zu beginnen. Als Spieler des Spiels wurde Mohammad Yousuf ausgezeichnet.

### Dritter Test in Faisalabad
| 17. – 21. Dezember Scorecard | Faisalabad | Pakistan       | – | Simbabwe |
|                              |            | Spiel abgesagt |   |          |

Spiel wurde nach anhaltendem dichtem Nebel am Morgen des vierten Tages abgesagt.